# Animac
Animac es un festival de cine de animación que se celebra la última semana de febrero en la localidad de Lérida y reúne las mejores producciones de animación internacional. Nació en el año 1996 con el objetivo de promocionar y dar a conocer la animación audiovisual y ser un punto de encuentro entre los profesionales del sector. Las obras se proyectan actualmente en la Lonja de Lérida. En 2009 recibió el premio Premi Nacional de Cultura 2009 de l’audiovisual.

## Breve historia del nombre oficial
El festival se creó en el año 1996 con motivo de la celebración de los 100 años del cine. En sus inicios se presentó con otro nombre: Cinemagic 96, Festival Internacional de Cine de Animación. La dirección corría a cargo de Eladi Martos y  Jordi Artigas. Un año más tarde toma ya el nombre de Animac, Festival Internacional de Cine de Animación, que se complementa en 2006 con la expresión "de Cataluña". Actualmente (2022), el nombre oficial del festival es "Animac, Festival Internacional de Cine de Animación de Cataluña."